# أليكس فليتشير
أليكس فليتشير (بالإنجليزية: Alexandra Fletcher) هي ممثلة بريطانية، ولدت في 8 يوليو 1976 في Allerton, Liverpool ‏ في المملكة المتحدة.

## أعمال

### مسلسلات
- بروكسايد

## وصلات خارجية
- أليكس فليتشير على موقع IMDb (الإنجليزية)
- أليكس فليتشير على موقع قاعدة بيانات الفيلم (الإنجليزية)